# 나우루의 역사
나우루의 역사는 태평양의 섬나라인 나우루의 역사를 말한다. 인간의 정착은 약 3,000년 전 미크로네시아인이 나우루에 정착하면서 시작된 것으로 추정된다. 나우루에는 12개의 부족으로 구성된 부족과 문화가 발전했다. 1700년대 말, 영국의 선박이 도착했는데, 이는 외부 세계와의 첫 접촉이었다. 영국 선박은 나우루를 플레전트섬(Pleasant Island)이라고 불렀고, 현지인들과 잠시 접촉한 후 떠났다. 30년 후인 1830년, 아일랜드 출신의 탈옥수가 나우루를 장악했고 1841년에 쫓겨났다. 이후에도 지나가는 선박들과의 산발적인 교류와 무역이 있었다. 19세기 중후반에는 나우루 내전이 시작되어 많은 나우루인들의 목숨을 앗아갔다. 나우루 내전은 1888년 독일 제국이 섬을 병합하면서 종식되었고, 협상을 통해 전쟁이 끝났다. 1900년대에는 인광석 채굴이 시작되었고, 독일인들은 섬에 현대적 시설을 건설했다. 독일의 통치는 제1차 세계 대전 말에 끝났고, 섬은 오스트레일리아의 보호령이 되었다. 오스트레일리아의 통치는 일본 제국이 섬을 침공한 제2차 세계 대전까지 계속되었다. 점령 기간은 3년에 불과했으나, 이 시기에 많은 나우루인들이 사망했고, 많은 인구가 섬에서 추방되거나 강제 노동에 동원되었다. 일본이 항복하자 나우루인들은 섬으로 돌아왔고, 독립을 조건으로 다시 오스트레일리아의 통치하에 놓였다. 독립은 1968년 이루어졌고, 나우루는 그 이후로 안정적인 민주주의 국가가 되었다. 20세기의 마지막 30년 동안, 나우루는 인광석 채굴로 엄청난 부를 누렸고, 지구상에서 가장 부유한 국가 중 하나가 되었다. 그러나 인광석이 고갈되자 나우루는 순식간에 몰락했고, 21세기에는 국제 원조에 의존하게 되었다.

## 선사 시대

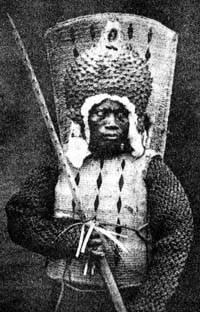
1880년, 나우루의 전사

나우루에는 약 3,000년 전 미크로네시아인들이 정착했으며, 폴리네시아인의 영향이 있었을 가능성이 있는 증거가 있다. 나우루인들은 코코야자와 판다누스에 의존했고, 어린 갯농어를 잡아 민물 환경에 순응시킨 다음 부아다 라군에서 기르는 수산양식을 했다. 전통적으로 남자들만 산호초에서 낚시하는 것이 허용되었으며, 카누를 이용하거나 길들여진 큰군함조를 이용하여 낚시를 했다.
나우루에는 전통적으로 12개의 씨족 또는 부족이 있었는데, 이는 국기에 있는 12개의 뾰족한 별로 상징된다. 나우루는 전통적으로 모계 사회였다. 나우루에 처음 도달한 유럽인들은 1798년 영국의 포경선 헌터호였다. 배가 접근했을 때 많은 카누가 헌터호를 만나러 나왔다. 헌터호 승무원들은 배를 떠나지 않았고, 나우루인들도 승선하지 않았지만, 존 피어른 선장이 섬과 사람들에게서 받은 긍정적인 인상으로 인해 플레전트섬이라는 이름이 붙여졌다. 이 이름은 90년 후 독일이 나우루를 병합할 때까지 사용되었다.
1830년경부터 나우루인들은 나우루에 식수와 같은 보급품을 전달해주는 포경선의 선원들과 상인들을 통해 유럽인들과 접촉했다. 나우루인들은 음식과 교환하여 알코올성 야자술과 화기를 얻었다. 나우루에 최초로 정착한 유럽인은 1830년 나우루에 상륙한 패트릭 버크와 존 존스였는데, 이들은 노퍽섬에서 탈출한 아일랜드인 죄수들이었다. 존스는 나우루의 처음이자 마지막 독재자가 되었는데, 나중에 도착한 다른 표류자들을 몇 명 살해하거나 추방했고, 결국 1841년에 나우루인들이 존스를 섬에서 추방했다.
화기와 술의 도입은 섬에 살던 12개 부족의 평화로운 공존을 파괴했다. 1878년, 10년간의 나우루 내전이 시작되었고, 이로 인해 인구가 1,400명에서 약 900명으로 감소했다. 결국 독일 제국에 의해 술은 금지되었고 모든 화기는 압수되었다.

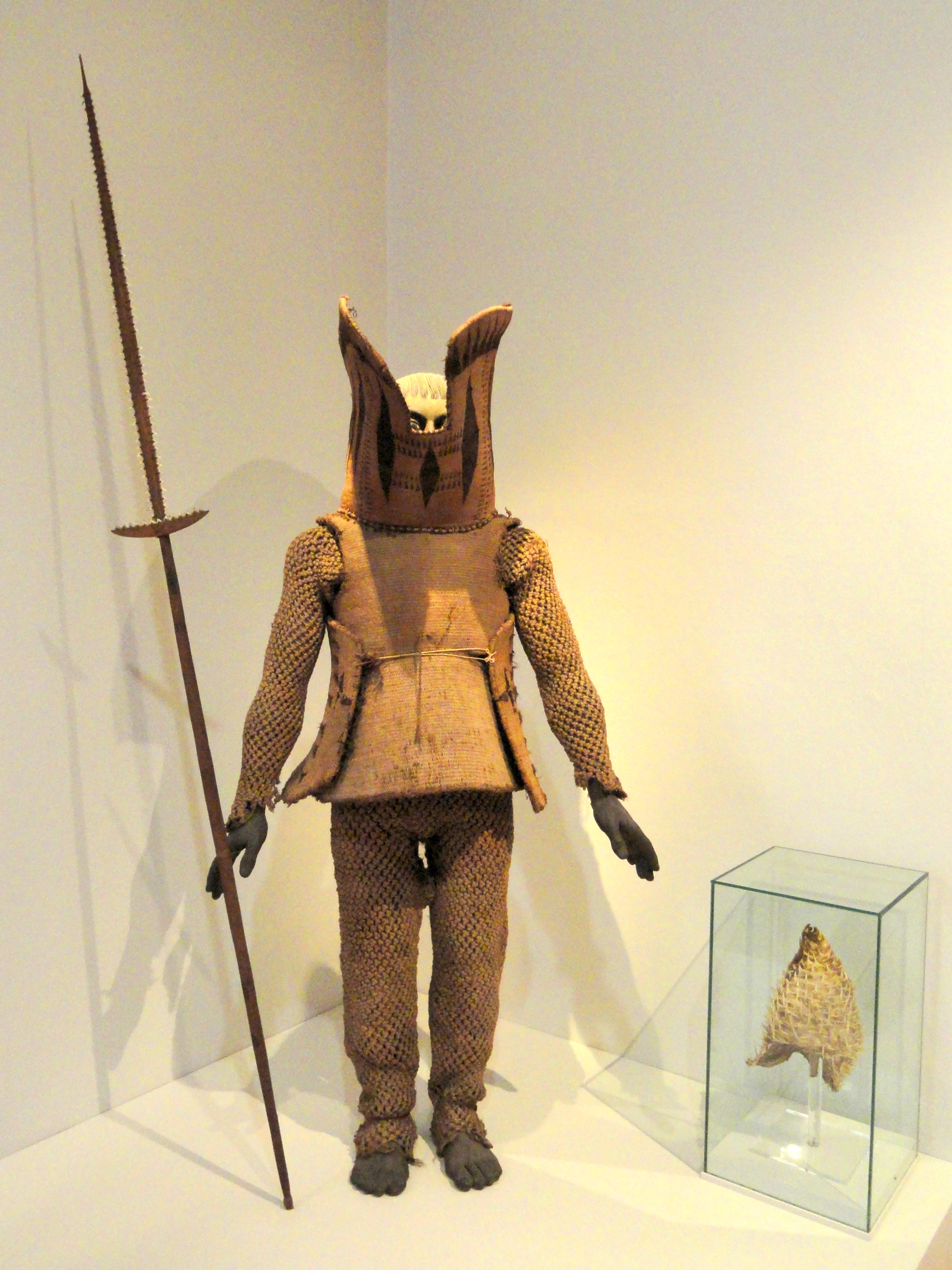
나우루 전사복, 1891년. (뮌헨 국립 민족학 박물관의 해양 컬렉션에 전시)

## 독일 보호령

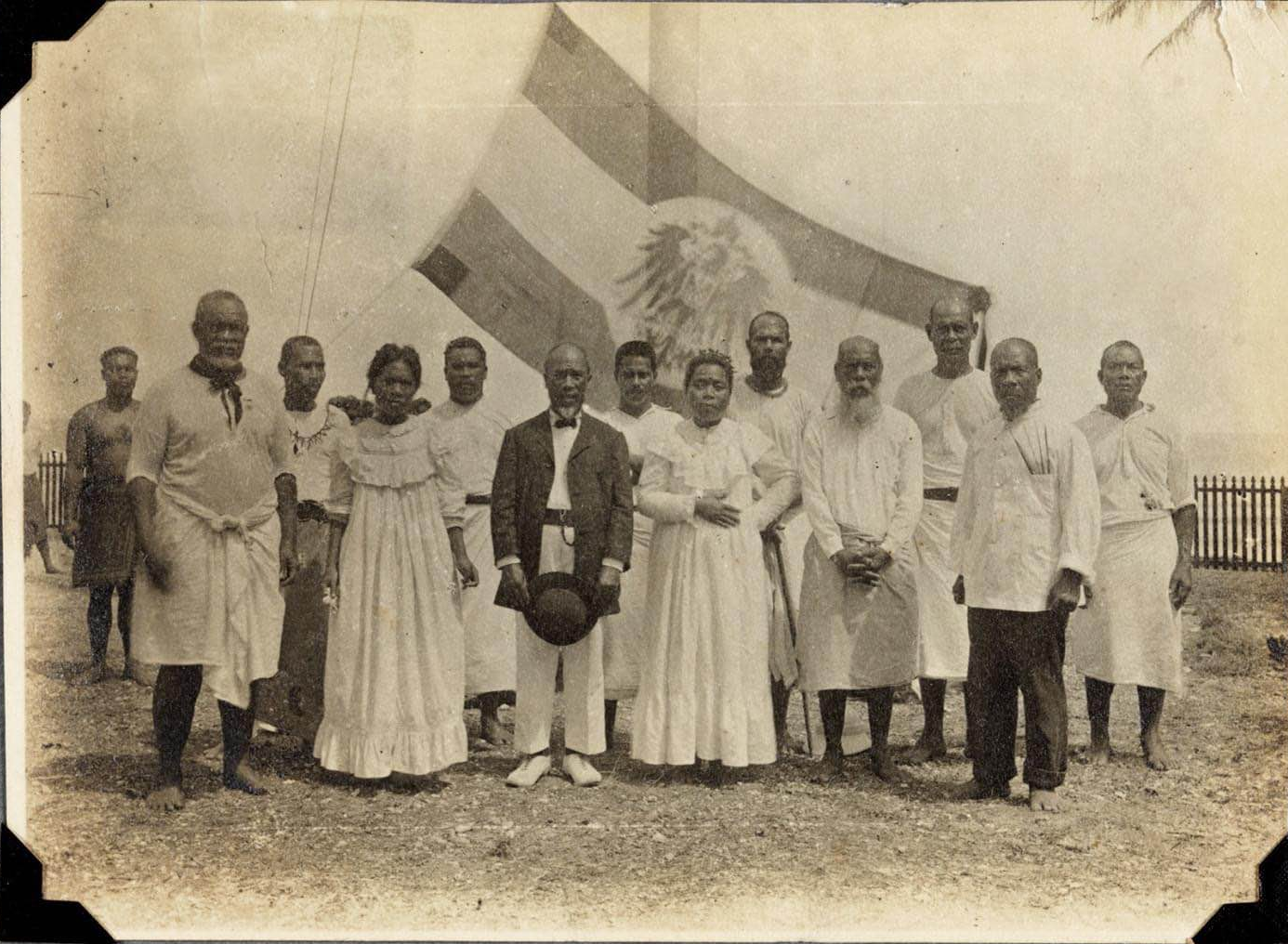
1888년 10월 2일: 아웨이다 국왕을 중심으로 한 병합식

1886년 영국-독일 선언에 따라 독일이 나우루의 통치권을 가져갔다. 나우루는 1888년 독일에 병합되어 독일령 뉴기니에 편입되었다. 나우루는 1888년 4월 16일 독일군에 의해 점령되었고, 이로써 나우루 내전이 종식되었다. 1888년 10월 1일 독일 포함 SMS 에버는 36명의 병력을 나우루에 상륙시켰다. 나우루에 정착한 영국인 윌리엄 해리스와 동행한 독일 해병대는 섬을 순회하며 12명의 추장, 백인 정착민, 길버트 제도에서 온 선교사를 만났다. 추장들은 10월 2일 아침 독일 국기 게양과 함께 병합식이 시작될 때까지 가택 연금 상태에 있었다. 독일인들은 추장들에게 24시간 이내에 모든 무기와 탄약을 포기하지 않으면 가혹히 처벌할 것이라고 위협했다. 이에 10월 3일 아침까지 765정의 총과 1,000발의 탄약이 넘겨졌다. 독일인들은 이 섬을 나워도(Nawodo) 또는 오나웨로(Onawero)라고 불렀다. 독일의 도착은 나우루 내전을 끝냈고, 전쟁으로 인한 사회의 변화는 나우루에 왕이라는 새로운 직분을 도입시키는 계기가 되었다, 가장 널리 알려진 왕은 아웨이다였다. 길버트 제도에서 온 기독교 선교사들도 1888년에 도착했다. 독일은 거의 30년 동안 나우루를 통치했다. 원주민 여성과 결혼한 독일 상인 로베르트 라슈가 나우루의 초대 행정관이었다.
당시 나우루에는 12개의 부족이 있었다. 오늘날 12개 부족은 나우루의 국기에 있는 12개의 뾰족한 별로 상징된다.
앨버트 엘리스가 1900년에 나우루에서 인산염을 발견했다. 태평양 인산염 회사는 독일과의 협정에 따라 1906년에 인광석 개발을 시작했고, 1907년에 첫 선적을 수출했다.

## 제1차 세계 대전과 전간기
1914년, 제1차 세계 대전 발발 후, 나우루는 오스트레일리아 방위군에게 점령되었고, 1920년까지 지배를 받았다. 오스트레일리아, 뉴질랜드, 영국은 1919년 나우루 협정을 체결하여 영국 인산염위원회(BPC)라는 이사회를 설립했다. 이 이사회는 독일로부터 인광석 채굴권을 인수했다.오스트레일리아 통계청(이전의 영연방 통계국)에 따르면, 나우루인들은 다른 원주민들과 마찬가지로 결핵과 인플루엔자에 매우 취약했으며, 1921년 인플루엔자로 230명의 섬 주민이 사망했다. 1923년, 국제연맹은 오스트레일리아에 나우루에 대한 위임통치권을 부여했으며, 영국과 뉴질랜드가 공동 위임통치국이 되었다. 1923년, 최초의 안감 아기가 태어났다.

## 제2차 세계 대전

제7공군의 B-24 리버레이터 폭격기들의 공격을 받는 나우루 섬

제2차 세계 대전 동안, 나우루는 추축국과 연합국 모두로부터 상당한 피해를 입었다.
1940년 12월 6일과 7일, 나치 독일의 오리온과 코메트는 상선 4척을 침몰시켰다. 다음 날, 코메트는 나우루의 인광석 광산, 석유 저장고, 그리고 선적용 외팔보를 포격했다. 이 공격은 오스트레일리아와 뉴질랜드에 대한 인산염 공급을 심각하게 방해했다.
일본군은 1942년 8월 26일 나우루를 점령했고, 유럽인 7명을 처형했다. 원주민인 나우루인들은 점령군에 의해 심하게 학대받았다. 한 번은 나병 환자 39명이 배에 실려 바다로 끌려가 의도적으로 침몰시켰다. 일본군은 나우루에 비행장을 건설했는데, 비행장은 1943년 3월 25일 처음 폭격을 받아 나우루로 보급품이 공수되는 것을 막았다. 1943년 일본은 1,200명의 나우루인들을 추크 라군으로 추방했다.
나우루는 1945년 9월 13일 일본으로부터 해방되었는데, 나우루의 일본군을 지휘하던 소에다 대위가 오스트레일리아 해군과 육군에 항복했다. 이 항복은 버넌 스터디 중장의 대리인인 J. R. 스티븐슨 준장에 의해 전함 HMAS 다이만티나 함상에서 수락되었다. 항복 이후 추크로 추방된 나우루인 745명을 본국으로 송환하기 위한 준비가 이루어졌다. 추방된 나우루인들은 1946년 1월 1일 BPC 선박 트리엔자호에 의해 나우루로 귀환했다.

## 신탁통치령
1947년, 유엔에 의해 신탁통치령이 수립되었고, 오스트레일리아, 뉴질랜드, 영국이 나우루의 신탁통치국가가 되었지만, 실제 행정은 주로 오스트레일리아가 담당했다. 1965년까지 인구는 5,561명에 달했으며, 이 중 절반 미만이 나우루인이었다. 1966년 7월 나우루 수석 추장은 유엔 신탁 통치 이사회에서 연설하며 1968년 1월 31일까지 독립을 요구했다. 이는 같은 해 12월, 총회에서 지지되었다. 오스트레일리아와 다른 통치 국가는 독립 대신 서인도 연방과 유사한 내부 자치권 부여 또는 오스트레일리아가 외교를 대신한다는 대안을 마련하려고 했다. 이는 다른 태평양 도서 지역에 대한 영향과 작은 마을 크기의 극소 국가가 완전한 독립을 갖는 것에 대한 우려 때문이었다. 그러나 이러한 제안들은 나우루에 의해 거부되었고, 오스트레일리아는 나우루가 이를 수용하더라도 유엔이 수용하지 않을 수도 있다고 우려했다. 1967년 6월, 나우루에 있는 영국 인산염위원회 소유 자산을 나우루에 2,100만 오스트레일리아 달러에 매각하기로 합의되었다. 나우루는 1968년 1월 31일 독립을 이룩했다.

## 독립
나우루는 1966년 1월 자치 정부를 수립했다. 오스트레일리아 의회는 1967년 11월 10일 1967년 나우루 독립법을 통과시켜, 오스트레일리아 총독의 선포로 정해진 날짜에 나우루에 독립을 부여하고 나우루 입법회에 헌법 제정 회의를 소집할 권한을 부여했다. 1968년 1월 31일, 2년간의 헌법 제정 회의를 거쳐 나우루는 세계에서 가장 작은 독립 공화국이 되었다. 초대 대통령은 해머 드로부르트였다. 1967년, 나우루는 영국 인광석 위원회의 자산을 매입했고, 1970년 6월, 나우루의 인광석 채굴권은 나우루 소유의 나우루 인산염 공사로 넘어갔다. 인광석 개발로 얻은 돈은 나우루 인광석 로열티 신탁회사에 예치되어 나우루인들에게 세계에서 두 번째로 높은 1인당 GDP와 제3세계에서 가장 높은 생활 수준을 누리게 해주었다.
1989년, 나우루는 오스트레일리아의 나우루의 위임통치 기간동안 시행한 정책에 대해 국제사법재판소에 소송을 제기했다. 특히, 나우루는 인산염 채굴로 인한 환경 피해를 복구하지 못한 오스트레일리아의 행동에 대해 법적 불만을 제기했다. 나우루와 오스트레일리아의 소송은 나우루의 파괴된 환경을 복구하기 위한 법정 밖 합의로 이어졌다.
20세기 말, 나우루의 인광석은 빠르게 고갈되고 있었다. 나우루는 1999년 유엔에 가입했다.

## 오늘날

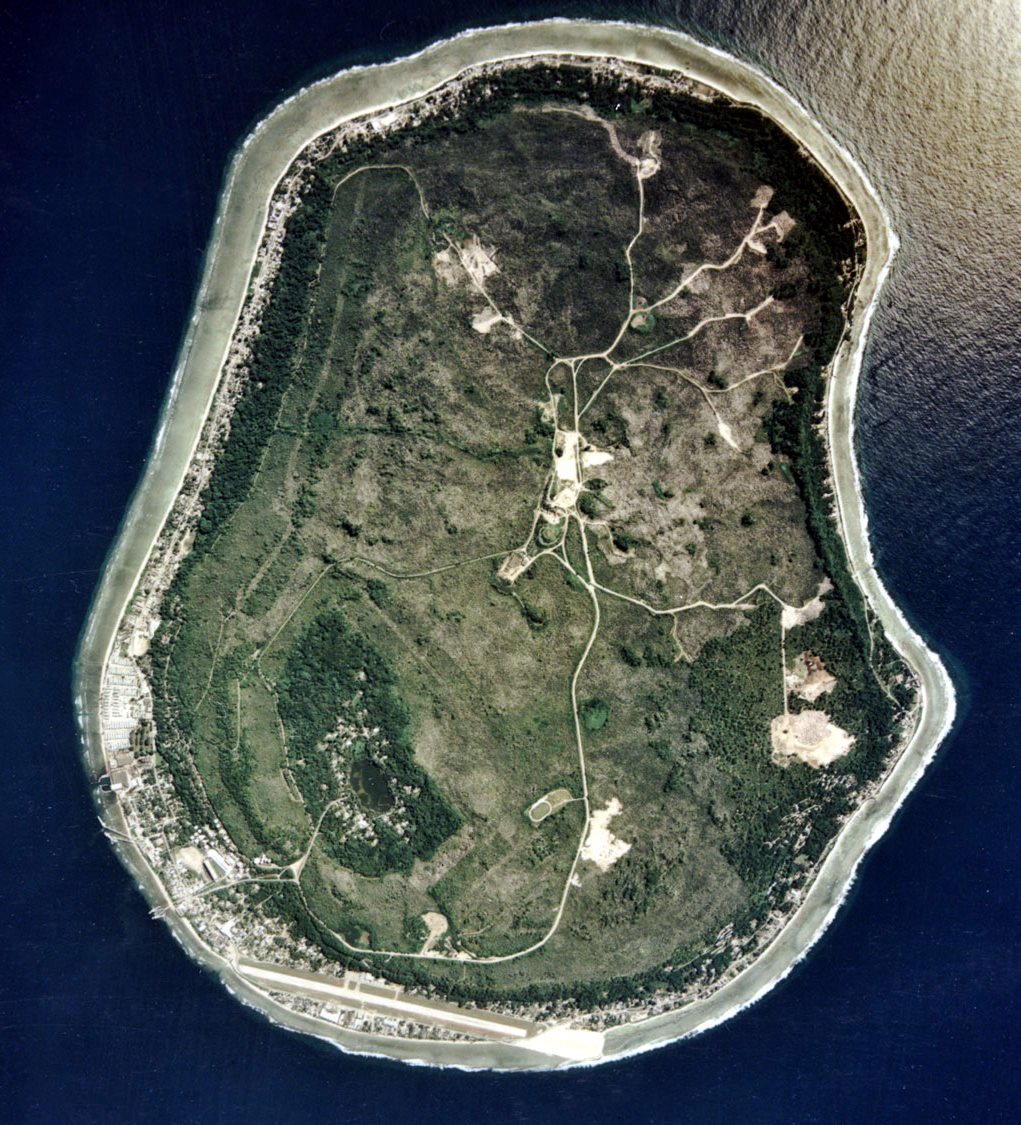
2002년 우주에서 본 나우루

인광석 매장량이 고갈되기 시작하면서 나우루는 폐허로 전락했다. 나우루는 외국 기업들의 1세기에 달하는 인광석 노천 채굴로 인한 피해에 대해 배상을 요구하며 국제사법재판소에 항소했다. 1993년, 오스트레일리아는 나우루에 20년간 연간 250만 오스트레일리아 달러의 합의금을 지불하는 것을 제안했다. 뉴질랜드와 영국은 추가로 각각 1,200만 달러의 일회성 합의금을 지불하기로 동의했다. 인광석 가격 하락, 국제 항공사 유지에 드는 높은 비용, 그리고 정부의 재정 문제가 결합되어 1990년대 후반에 경제가 붕괴되었다. 21세기가 되면서 나우루는 사실상 파산 상태에 이르렀다.
1999년 12월, 미국 주요 은행 4곳은 나우루를 포함한 태평양 도서 국가 4곳과의 달러 거래를 금지했다. 미국 국무부는 나우루를 마약 밀매업자와 러시아 조직 범죄 집단이 이용하는 주요 돈세탁 중심지로 지목하는 보고서를 발표했다.
버나드 도위요고 대통령은 2000년 4월에 나우루의 대통령으로서 네 번째이자, 잠시의 공백 후 다섯 번째 임기를 시작했다. 도위요고는 1976년부터 1978년까지 처음 대통령으로 재임했다. 도위요고는 1992년에 재선하여 당선되었다. 그러나 나우루 의회의 투표로 인해 그는 1995년에 킨자 클로두마르에게 권력을 넘겨야 했다. 도위요고는 1995년 중반 클로두마르 정부가 무너지자 대통령직을 되찾았다.
2001년, 탐파호 사건으로 나우루는 세계의 주목을 받았다. 이 사건은 오스트레일리아, 노르웨이, 인도네시아 간의 외교 분쟁의 중심에 있었다. 탐파호는 아프가니스탄의 난민들을 오스트레일리아로 수송하려 했다. 많은 논의 끝에 난민들 중 다수는 나우루로 이송되었는데, 이는 오스트레일리아에서 태평양 해법으로 알려진 합의였다. 그 직후, 나우루 정부는 대부분의 국제 방문객에게 해로와 항로를 폐쇄하여 외국인들이 난민들에게 도달하는 것을 막았다.
2003년 12월, 아프가니스탄 난민들 중 수십 명은 나우루 구금 조건에 항의하며 단식 투쟁을 시작했다. 이 단식 투쟁은 2004년 1월 초에 오스트레일리아 의료팀이 섬을 방문하기로 합의하면서 종료되었다. 이후 보고서에 따르면, 난민들 중 두 명을 제외한 모든 사람들이 오스트레일리아에 입국이 허용되었다.
2002년 나우루는 중화민국과의 외교 관계를 단절하고 중화인민공화국과의 외교 관계 수립에 합의했다. 이러한 움직임은 중국이 1억 3천만 달러 이상의 원조를 제공하겠다는 약속에 따른 것이었다. 그러나 2004년 나우루는 중화인민공화국과의 관계를 단절하고 중화민국과의 관계를 재수립했다.
나우루는 미국으로부터 나우루의 인프라를 현대화하는 대가로 느슨한 은행법을 재편하는 거래를 제안받았다. 이 제안에 따르면, 나우루는 중국에 대사관을 설립하고 미국 정부를 위해 안전가옥(Safehouse) 및 이민자 송환을 돕는다는 계획으로, 족제비 작전이라는 암호명으로 불렸다. 나우루는 이 거래에 동의하고 은행 개혁을 실시했지만, 미국은 나중에 이 거래를 부인했다.
나우루 정부는 공무원의 밀린 임금을 지불하고 인광석 채굴이 한창이던 시절 구축된 복지 국가에 계속 자금을 지원하기 위해 자금이 필요했다. 나우루는 인광석 채굴로 인해 형성된 무수한 광석 더미를 제거하고 나우루를 인간이 거주하기에 적합하게 만들 계획을 아직 제안하지 못하고 있다.
2013년 총선 이후, 바론 와카가 대통령으로 선출되었다. 와카는 2013년부터 2019년까지 6년간 대통령직을 역임했다. 와카는 오스트레일리아가 난민들을 나우루 땅에 있는 난민 수용소에 계속 수용하는 것을 강력히 지지했다. 현직 대통령은 2019년의 총선에서 의원직을 잃었고, 이는 재선에 실패했음을 의미했다. 2019년 8월, 의회는 전 인권 변호사 라이오넬 아잉기메아를 나우루의 새 대통령으로 선출했다. 2022년 나우루 총선 이후, 러스 쿤이 아잉기메아의 후임으로 대통령으로 선출되었다. 2023년 10월 30일, 데이비드 아데앙이 나우루 공화국의 대통령으로 선출되었다.

## 같이 보기
- 나우루 내전
- 안감 데이
- 일본의 나우루 점령
- 오세아니아의 역사
- 나우루의 대통령
- 나우루의 식민지 총독 목록
- 나우루 인산염 공사
- 나우루의 정치
- 1948년 나우루 폭동

## 더 읽어보기
- Storr, Cait (2020). 《International Status in the Shadow of Empire: Nauru and the Histories of International Law》. Cambridge University Press. doi:10.1017/9781108682602. ISBN 9781108682602.
- Fabricius, Wilhelm (1992). 《Nauru 1888–1900》. ed. and trans. Dymphana Clark and Stewart Firth. Canberra: 오스트레일리아 국립 대학교. ISBN 0-7315-1367-3.
- Williams, Maslyn & Macdonald, Barrie (1985). 《The Phosphateers》. Melbourne University Press. ISBN 0-522-84302-6.